# Tiên hài
Tiên hài hay lan hài lông (danh pháp khoa học Paphiopedilum hirsutissimum) là một loài lan thuộc Chi Lan hài. Loài này sinh sống từ Assam đến Nam Trung Hoa.

## Hình ảnh

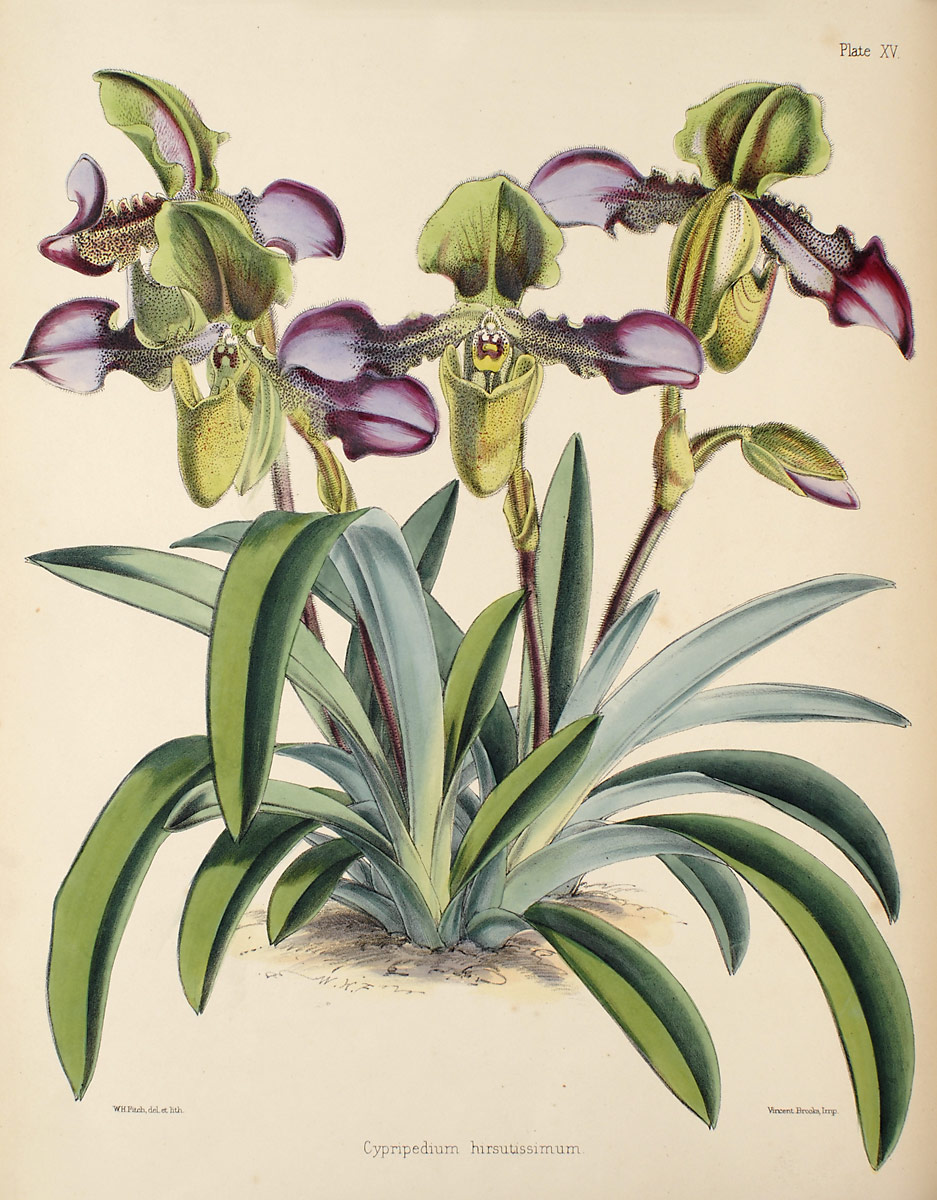
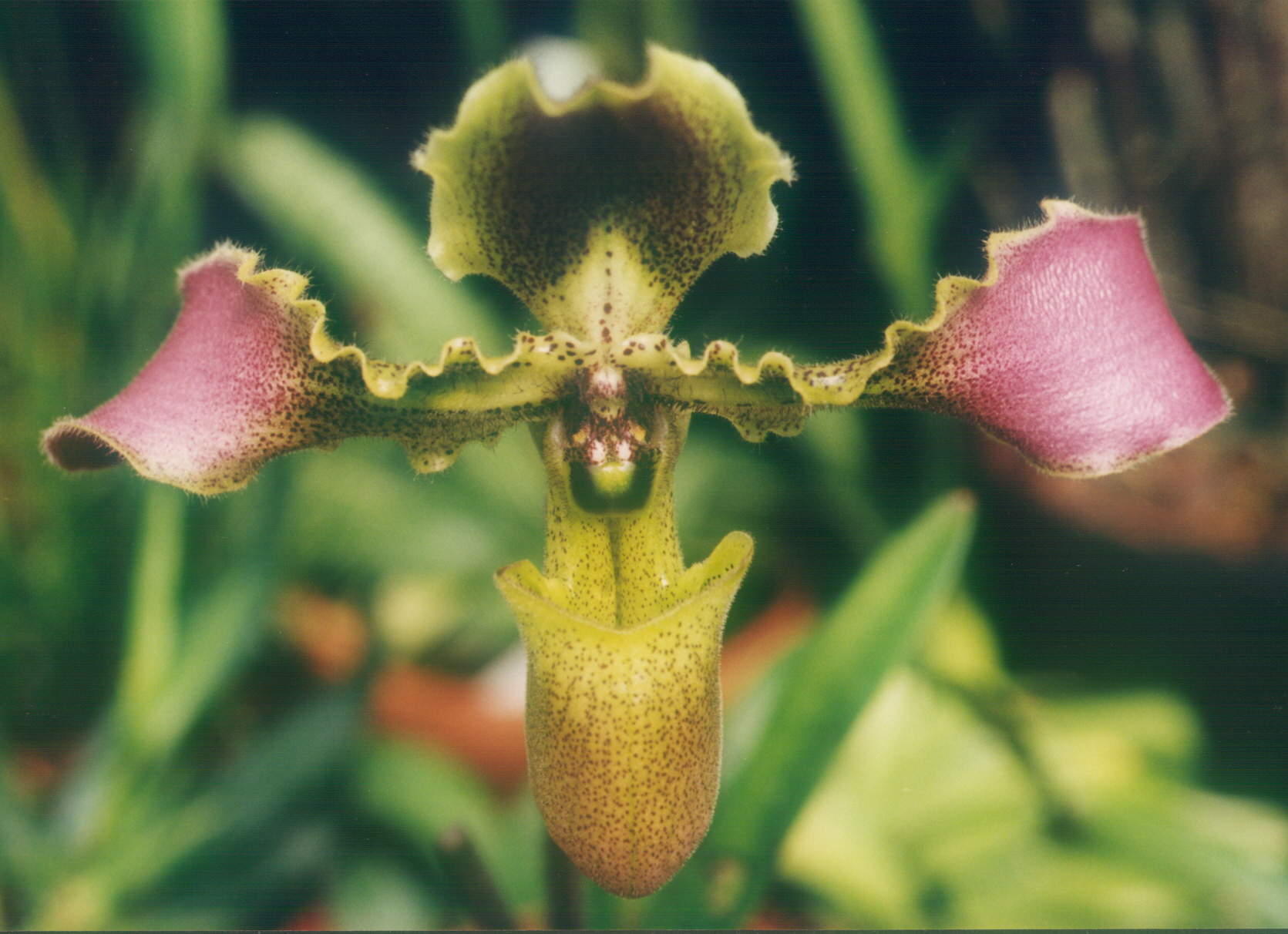
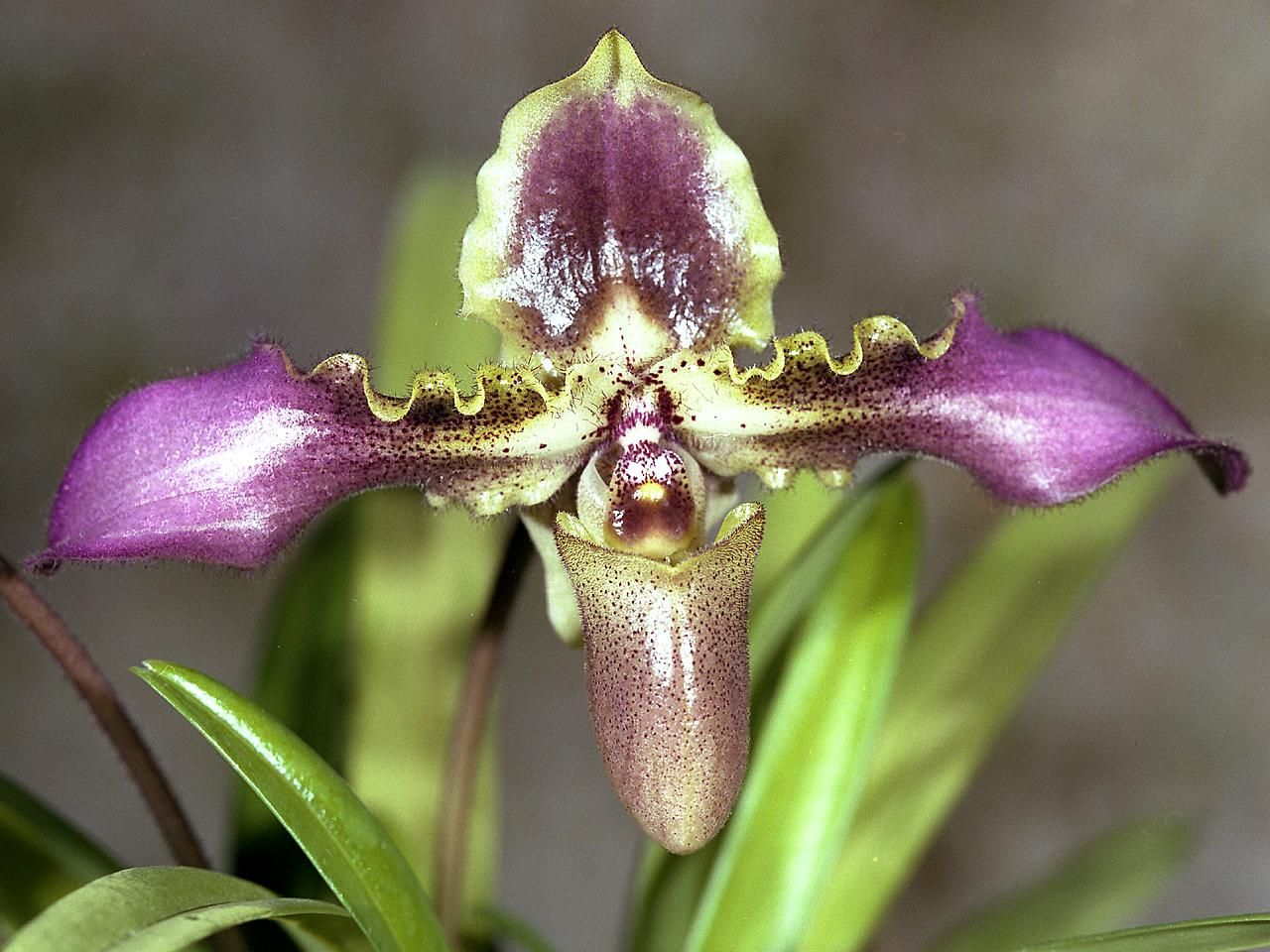
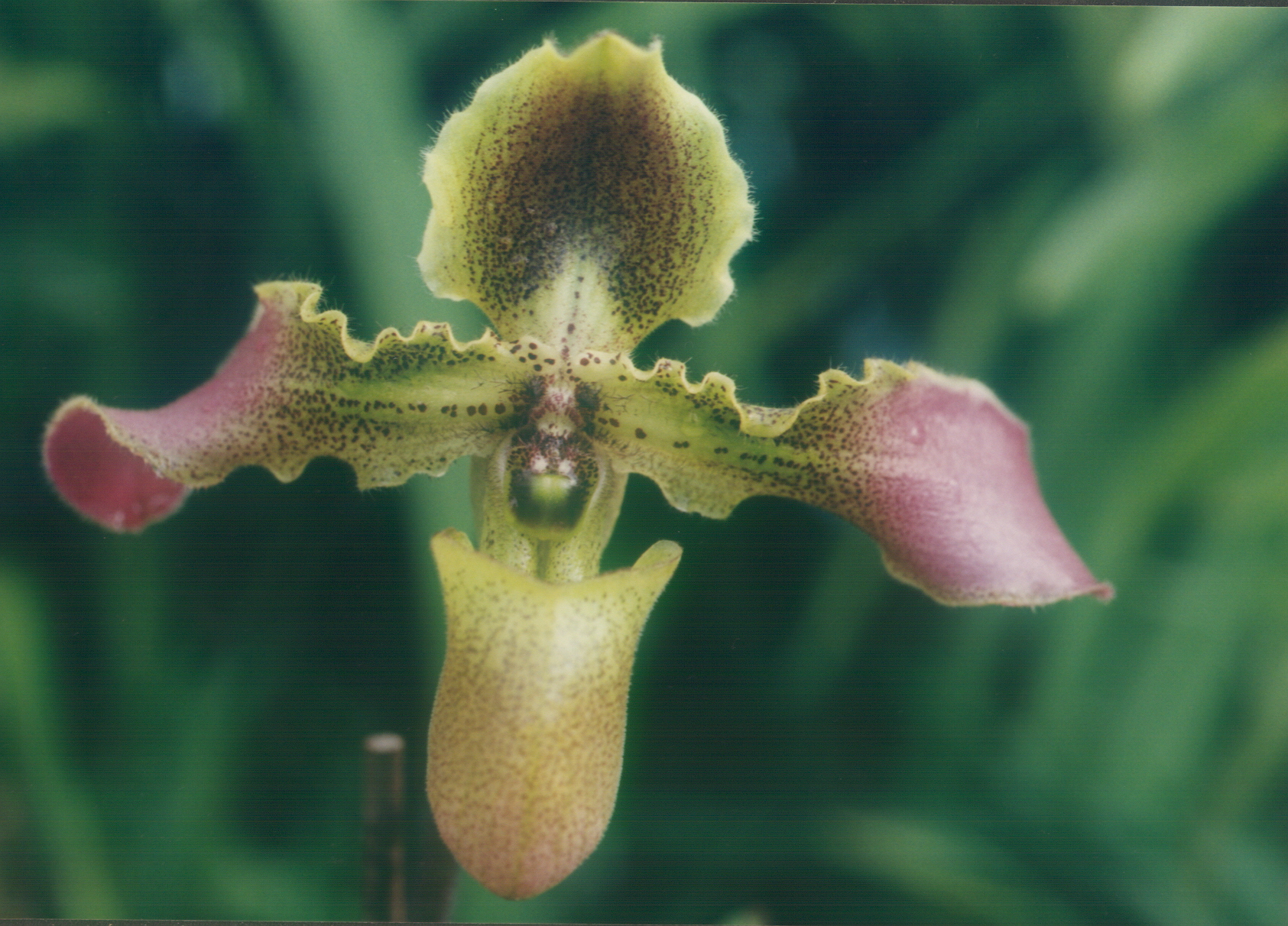